# Tituria chinensis
Tituria chinensis är en insektsart som beskrevs av William Lucas Distant 1907. Tituria chinensis ingår i släktet Tituria och familjen dvärgstritar. Inga underarter finns listade i Catalogue of Life.